# Xiaomi Arena
El Xiaomi Arena (originalmente conocido como Arena Riga)  es un pabellón deportivo en Riga, la capital de Letonia. Se utiliza sobre todo para el hockey sobre hielo, el baloncesto y para conciertos. La arena de Riga  tiene una capacidad máxima de 14 500 personas y se terminó en 2006. Fue construido para ser utilizado como una de las sedes del Campeonato Mundial de Hockey sobre Hielo de la IIHF de 2006, siendo la otro sede el Arena Skonto.
Ha sido la sede del club Dinamo Riga de la Liga Continental de Hockey desde 2008. 
Durante  años el Arena también ha acogido a muchos artistas de renombre de todo el mundo.